# مصارعة ذراعية

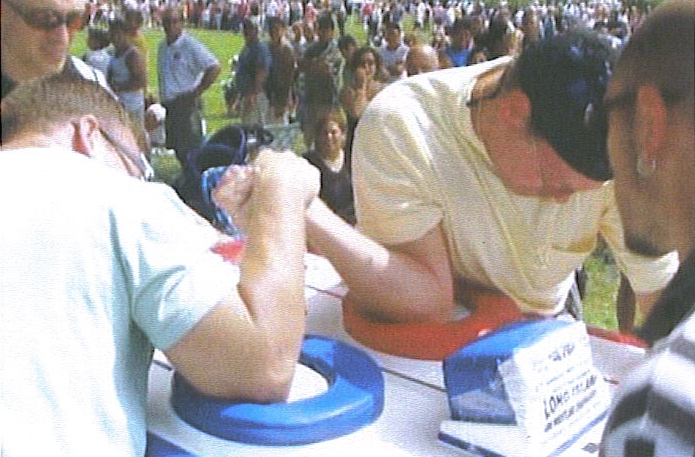
لاعبان يلعبان الريست، اللاعب على اليمين ذراعه في وضعية خاطئة قد تتسبب في كسر يده

المصارعة الذراعيّة هي لعبة يلعبها شخصان بالأذرع، بحيث يضع كل منهما مرفقه على سطح ما ويحاول شد يد خصمه للسطح.

## قواعد عامة
تم تصميم القواعد والقوانين الخاصة بمصارعة الاذرع لإنشاء ساحة لعب متساوية ومنع الأصابات.  فيما يلي بعض القواعد الرسمية لمصارعة الذراع:
- يجب أن يكون كتف كلا اللاعبين في وضع مربع قبل بدء المباراة.
- عند البداية يقال «جاهزة... ابدء». وليس بالعد من واحد إلى ثلاثة أو العكس.
- يجب أن يبدأ اللاعبون بقدم واحدة على الأقل على الأرض.
- لا يحسب فوز إذا كان الكوع مرتفع عن الطاولة.

لعبة مصارعة الذراع عمليا :
- يجب ان تلمس يد الخصم الطاولة كي يحسب فوزا.
- بداية خاطئة خطأ.
- انزلاقات المقصود هي أخطاء، والتي تحدث عندما يفقد راحة كل لاعب تمامًا راحة يده.
- المباراة تكون ذات ثلاث اشواط.
- لا يجوز للاعبين في أي وقت أن يمسوا أجسادهم بيديهم (الكف لا يمس الجسد).
- سوف يتصرف المتسابقون دائمًا بروح رياضية أثناء وجودهم في البطولة.
- أهم قاعدة مصارعة في الذراع هي أن قرار الحكم نهائي.

## وصلات خارجية
- الريست
- عالم الريست